# Prometheus (Liszt)

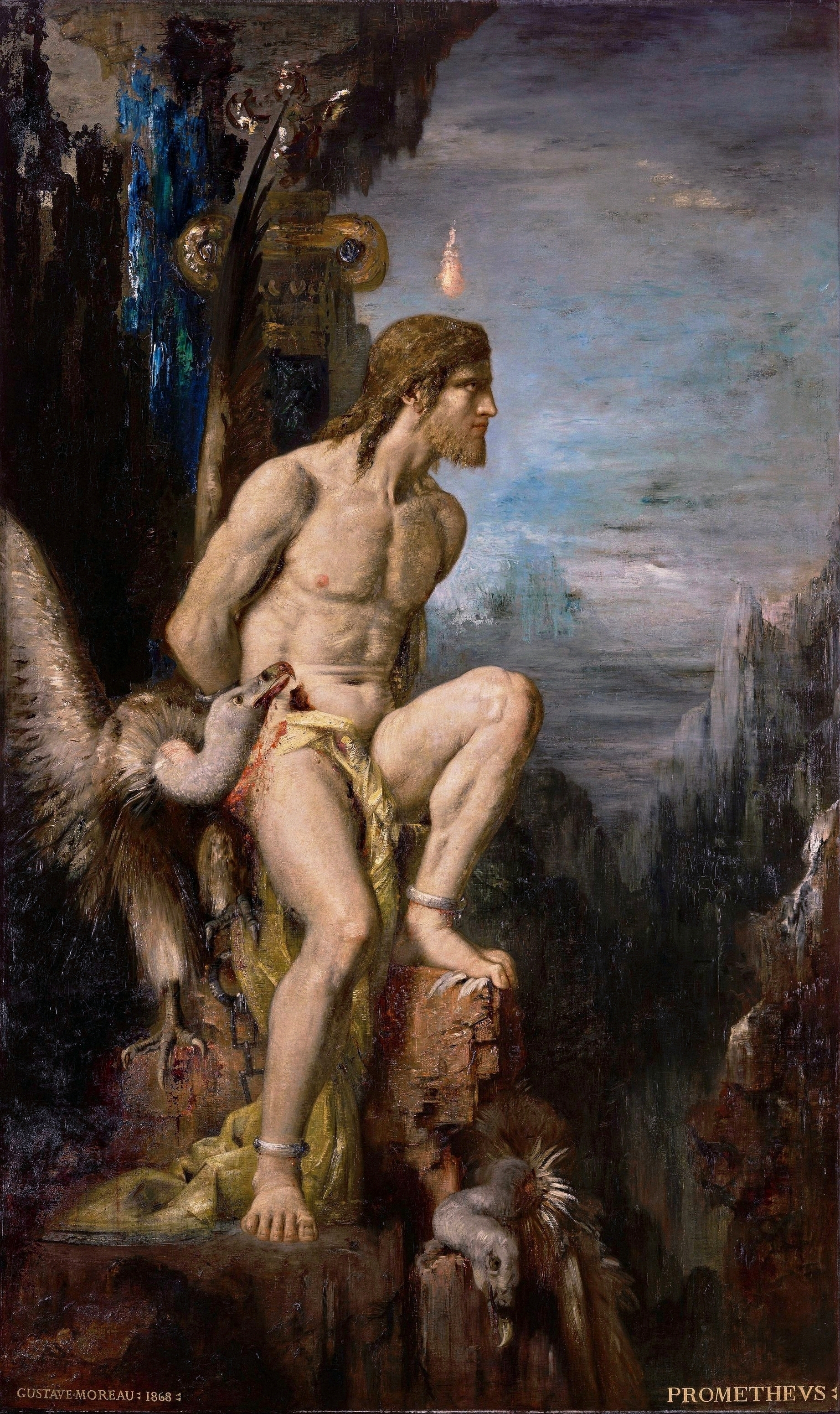
Prometheus von Gustave Moreau

Prometheus ist eine sinfonische Dichtung von Franz Liszt. Das Werk basiert auf dem griechischen Mythos des Prometheus und wurde zwischen 1850 und 1855 komponiert.

## Entstehungsgeschichte
Zur Einweihung einer Statue in Weimar zum 106. Geburtstag von Johann Gottfried Herder komponierte Liszt 1850 eine Kantate mit einer Ouvertüre und acht Chorstücken. Sie sind eine Vertonung von Herders dramatischem Gedicht Der entfesselte Prometheus, das seinerseits als Fortsetzung von Aischylos’ Tragödie Der gefesselte Prometheus gedacht war. Herder war von 1776 bis 1788 Generalsuperintendent der lutherischen Stadtkirche in Weimar gewesen. Liszt schrieb seinen Prometheus zunächst in Skizzenform nieder und erteilte dazu Anweisungen für die Instrumentation. Sein Assistent Joachim Raff, der schon Liszts erste Sinfonische Dichtung, die Bergsinfonie Ce qu’on entend sur la montagne orchestriert hatte, war für die Umsetzung besorgt, die dann bei der Uraufführung in Weimar erklang. 
In den Folgejahren revidierte Liszt die Partitur und bezeichnete die Ouvertüre mit dem damals neuartigen Begriff Symphonische Dichtung. In dieser Form dirigierte der Komponist die Erstaufführung im Oktober 1855 in Braunschweig. Anschließend sandte er die Partitur an den Verlag Breitkopf & Härtel in Leipzig, der sie im Mai 1856 herausgab. Das Werk ist Liszts Lebensgefährtin Carolyne zu Sayn-Wittgenstein gewidmet.

## Wirkungsgeschichte
Liszts Prometheus sollte die Schmerzen der Gefangenschaft, die Hoffnung und den abschließenden Triumph des antiken Helden illustrieren. Im Vorwort zur Partiturausgabe des Orchesterwerks schreibt Liszt: Ein tiefer Schmerz, der durch trotzbietendes Ausharren triumphiert, bildet den musikalischen Charakter dieser Vorlage. Die zahlreichen Dissonanzen, die das Werk von Anfang an durchziehen, machten es jedoch für das zeitgenössische Publikum unverständlich. Die Chorpartien gerieten bald außer Gebrauch, während die Ouvertüre dank der zahlreichen Aufführungen unter der Leitung von Hans von Bülow eine gewisse Bekanntheit erlangte. Der Musikkritiker Richard Pohl, seit 1854 in Weimar ansässig, kürzte Herders allegorische Textvorlage und betonte in Prometheus’ Charakter die Dramatik, deren Fehlen Liszt selbst aufgefallen war.
Indessen standen tonangebende Musikkritiker Liszts Prometheus äußerst ablehnend gegenüber. Nach einer Aufführung in Wien bezeichnete Eduard Hanslick das Werk als Unmusik.
Liszts Prometheus erfuhr im Laufe der Zeit mehrere Transkriptionen. Der Komponist selbst schrieb eine Version für Klavier zu vier Händen, der französische Organist Jean Guillou eine Version für Orgel.